# Palarstanid
Palarstanid (IMA-Symbol Pls) ist ein sehr selten vorkommendes Mineral aus der Mineralklasse der Sulfide und Sulfosalze. Es kristallisiert im hexagonalen Kristallsystem mit der chemischen Zusammensetzung Pd8(Sn, As)3 und bildet hexagonale Prismen oder langgestreckte, rechteckige, seltener wellenförmige Körner von bis zu 1,5 mm Größe von stahlgrauer Farbe.

## Etymologie und Geschichte
Das Mineral wurde 1981 von W. D. Begisow, Je. N. Sawjalow, Je. G. Pawlow (russisch В. Д. Бегизов, Е. Н. Завьялов, Е. Г. Павлов) in seiner Typlokalität, der Majak-Mine in der Nähe von Norilsk in Russland gefunden. Es wurde nach den enthaltenen Elementen Palladium, Arsen und Zinn (lat. stannum) benannt.

## Klassifikation
Da der Palarstanid erst 1976 als eigenständiges Mineral anerkannt und dies erst 1981 publiziert wurde, ist er in der seit 1977 veralteten 8. Auflage der Mineralsystematik nach Strunz noch nicht verzeichnet.
Im Lapis-Mineralienverzeichnis nach Stefan Weiß, das sich aus Rücksicht auf private Sammler und institutionelle Sammlungen noch nach dieser alten Form der Systematik von Karl Hugo Strunz richtet, erhielt das Mineral die System- und Mineral-Nr. I/A.16-60. In der „Lapis-Systematik“ entspricht dies der Klasse der „Elemente“ und dort der Abteilung „Metalle und intermetallische Verbindungen“, wo Palarstanid zusammen mit Atokit, Niggliit, Norilskit, Plumbopalladinit, Rustenburgit, Stannopalladinit und Zvyagintsevit die unbenannte Gruppe I/A.16 bildet (Stand 2018).
Die von der International Mineralogical Association (IMA) zuletzt 2009 aktualisierte 9. Auflage der Strunz’schen Mineralsystematik ordnet den Palarstanid dagegen in die Klasse der „Sulfide und Sulfosalze“ und dort in die Abteilung der „Legierungen und legierungsartige Verbindungen“ ein. Diese ist allerdings weiter unterteilt nach den in der Verbindung vorherrschenden Metallen, so dass das Mineral entsprechend seiner Zusammensetzung in der Unterabteilung „Legierungen von Halbmetallen mit Platin-Gruppen-Elementen (PGE)“ zu finden ist, wo es als einziges Mitglied die unbenannte Gruppe 2.AC.20b bildet.
Auch die vorwiegend im englischen Sprachraum gebräuchliche Systematik der Minerale nach Dana ordnet den Palarstanid in die Klasse der „Sulfide und Sulfosalze“ und dort in die Abteilung der „Sulfidminerale“ ein. Hier ist er zusammen mit Stibiopalladinit in der unbenannten Gruppe 02.03.03 innerhalb der Unterabteilung „Sulfide – einschließlich Selenide und Telluride – mit der Zusammensetzung AmBnXp, mit (m+n) : p = 5 : 2“ zu finden.

## Kristallstruktur
Palarstanid kristallisiert im hexagonalen Kristallsystem mit den Gitterparametern a = 7,50 Å und c = 10,34 Å sowie drei Formeleinheiten pro Elementarzelle.

## Bildung und Fundorte
Palarstanid bildet sich als Verwachsung mit anderen Mineralen in Cubanit-, Chalkopyrit oder Talnakhit-Erzen. Es ist vergesellschaftet mit Pentlandit, Rustenburgit–Atokit, Platin-Eisen-Legierungen, Polarit, Sperrylit, Majakit, und Gold-Silber-Kupfer-Legierungen.
Von dem sehr selten vorkommenden Mineral sind nur wenige Fundorte bekannt. Neben seiner Typlokalität fand man Palarstanid nur noch im Stillwater-Komplex im US-Bundesstaat Montana.